# سد کانداجی
سد کانداجی (به لاتین: Kandadji Dam) یک سد و نیروگاه برقابی در نیجر است که در Tillabéri Department, Niger واقع شده‌است.